# Station Arnhem Velperpoort
Station Arnhem Velperpoort is een spoorwegstation gelegen aan de spoorlijnen Arnhem - Leeuwarden en Arnhem – Zevenaar (onderdeel van de spoorlijn Amsterdam - Elten). Het is gelegen ten oosten van het centrum van Arnhem aan het begin van de Velperweg.
De eerste halte Velperpoort werd geopend in 1893 en op 3 juni 1918 gesloten. Het oorspronkelijke (houten) stationsgebouw lag op de spoordijk, enkele meters boven straatniveau. De stationsgebouwen bevonden zich op spoorhoogte. Het station was met trappen bereikbaar.
Op 5 januari 1953 werd het station heropend, met een nieuw stationsgebouw op gelijke hoogte met de verhoogde spoorbaan, ontworpen door architect Koen van der Gaast. Rond de wachtruimte loopt de trap naar boven. Oorspronkelijk was het tweede perron alleen te bereiken via een overpad. Dit gebouwtje bestaat nog steeds en was sinds 2006 een tijd in gebruik door een financieel adviesbureau. Het gebouw is in gebruik geweest bij IrisZorg. Ook heeft er korte tijd een politiepost in gezeten.
In 1988 werd het vervangen door twee nieuwe ingangspartijen even verderop langs de spoorbaan bij een nieuwe onderdoorgang, waardoor het een viaductstation werd. Hoewel deze nieuwe gebouwen, ontworpen door architect Rob Steenhuis, uit niet veel meer dan trappenhuizen bestaan hebben ze een grote bouwmassa meegekregen. Vanaf de jaren negentig verloederde de stationsomgeving door graffiti, drugsdealers en hanggroepjongeren.
In 2020 werd het station ingrijpend vernieuwd. De renovatie moest de omgeving overzichtelijker en veiliger maken, zodat het station een aangenamere plek werd om te verblijven. Ook de toegankelijkheid van het station werd verbeterd. Zo werden de perrons en trappen verbreed en kwamen er liften. Aan de noordzijde (Klarendal) kwam een nieuwe fietsenstalling. In 2018 heeft de gemeente Arnhem al het wegdekprofiel aan beide zijden vernieuwd en aangepast.

## Verbindingen
| Serie       | Treinsoort         | Route                                                                        | Bijzonderheden |
| ----------- | ------------------ | ---------------------------------------------------------------------------- | --- |
| 7600        | Sprinter (NS)      | Wijchen – Nijmegen – Arnhem Centraal – Arnhem Velperpoort – Dieren – Zutphen | 's Avonds na 20:00 uur en op zondag wordt er niet tussen Nijmegen en Wijchen v.v. gereden en wordt 1x per uur gereden tussen Arnhem Centraal en Zutphen v.v. |
| 30700 RS 32 | Stoptrein (Hermes) | Arnhem Centraal – Arnhem Velperpoort – Doetinchem                            | Rijdt onder de naam brengdirect en rijdt niet in de avonduren (na 20:00 uur) en het weekend. Verzorgt samen met Arriva een kwartierdienst tussen Arnhem en Doetinchem. |
| 30900 RS 32 | Stoptrein (Arriva) | Arnhem Centraal – Arnhem Velperpoort – Doetinchem – Terborg – Winterswijk    | Rijdt op zondag ochtend slechts 1x per uur richting Winterswijk. Vormt dan tussen Arnhem en Terborg een 30 minuten dienst met 36900. Op zondag ochtend begint de rit richting Arnhem 1x per uur in Winterswijk en 1x per uur in Terborg. Verzorgt samen met Hermes (die onder de naam brengdirect rijdt) doordeweeks tot 20:00 uur een kwartierdienst tussen Arnhem en Doetinchem. |
| 36900 RS 32 | Stoptrein (Arriva) | Arnhem Centraal – Arnhem Velperpoort – Doetinchem – Terborg                  | Rijdt op zondagochtend 1 keer per uur richting Terborg. Vormt dan tussen Arnhem en Terborg een 30 minuten dienst met 30900. Rijdt niet op maandag tot en met zaterdag. Rijdt niet richting Arnhem. |

## Afbeeldingen

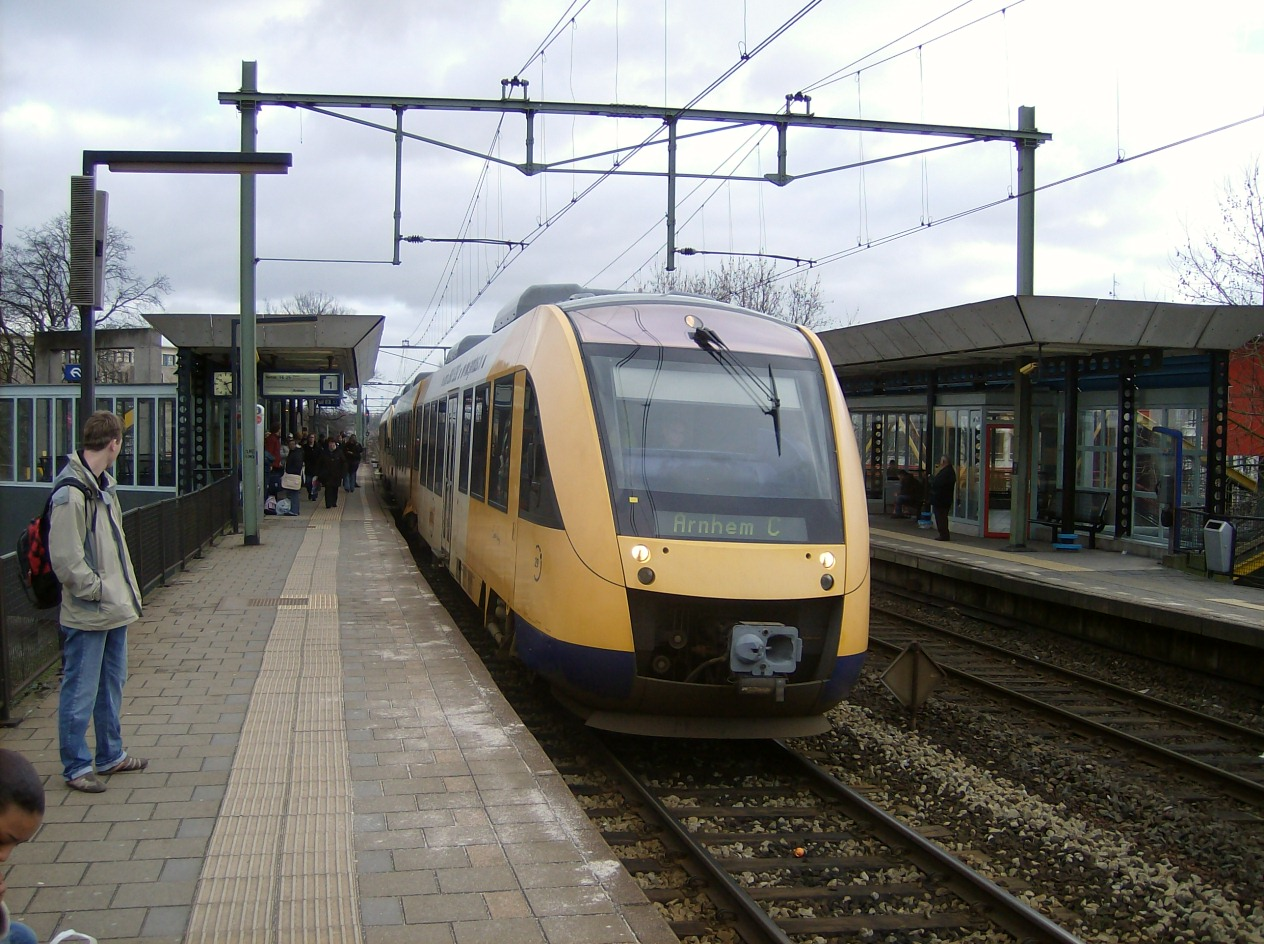
Een trein van Syntus op weg naar station Arnhem Centraal.
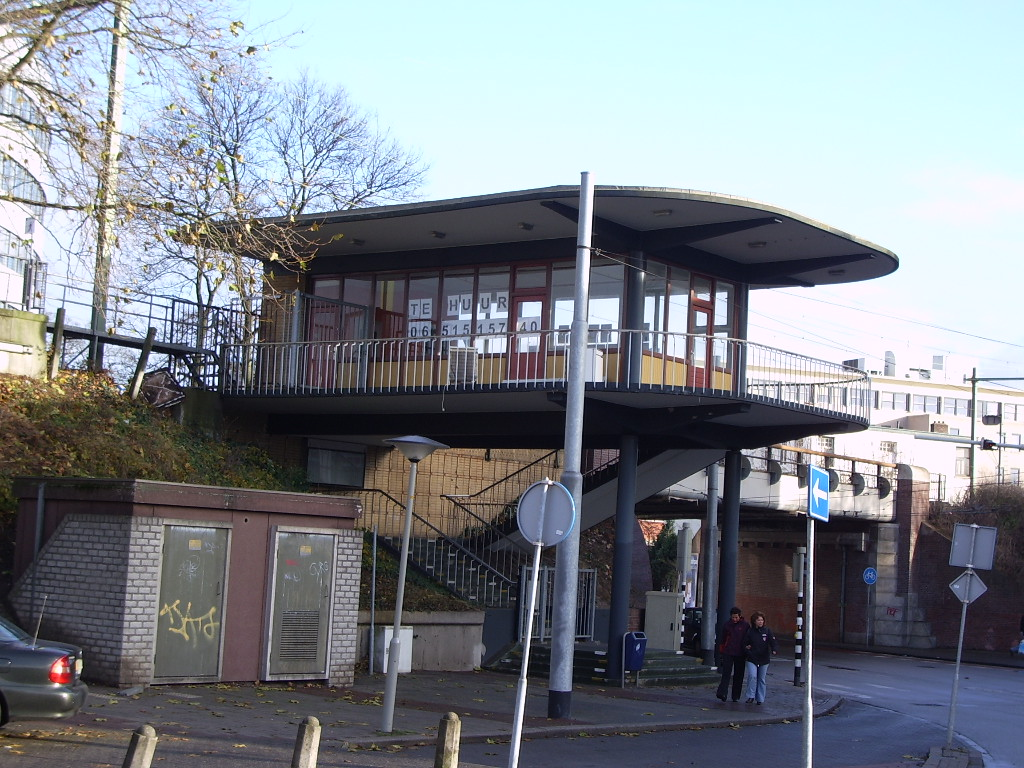
Het oude toegangsgebouw uit 1953.
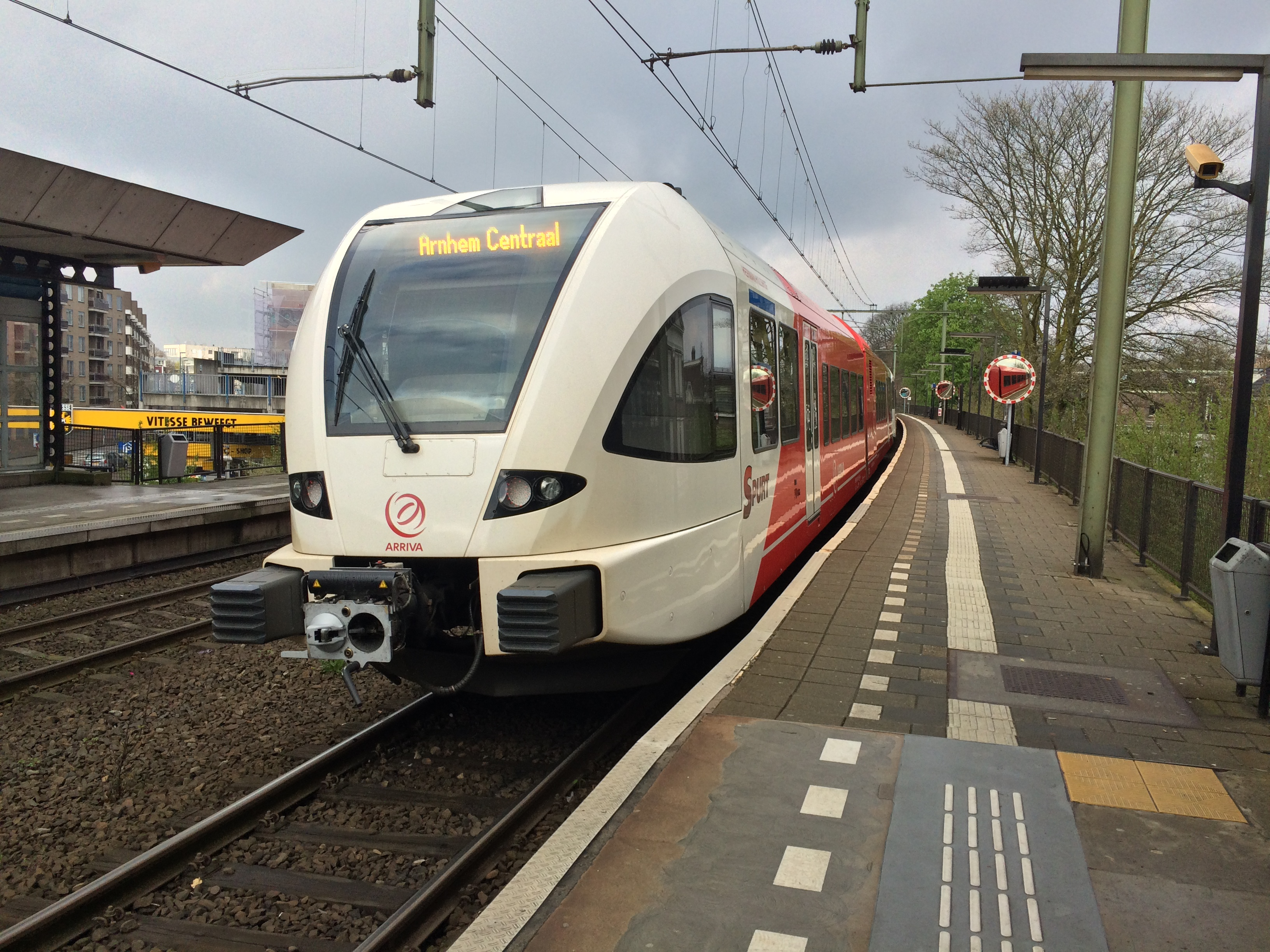
Arriva GTW op station Arnhem Velperpoort.
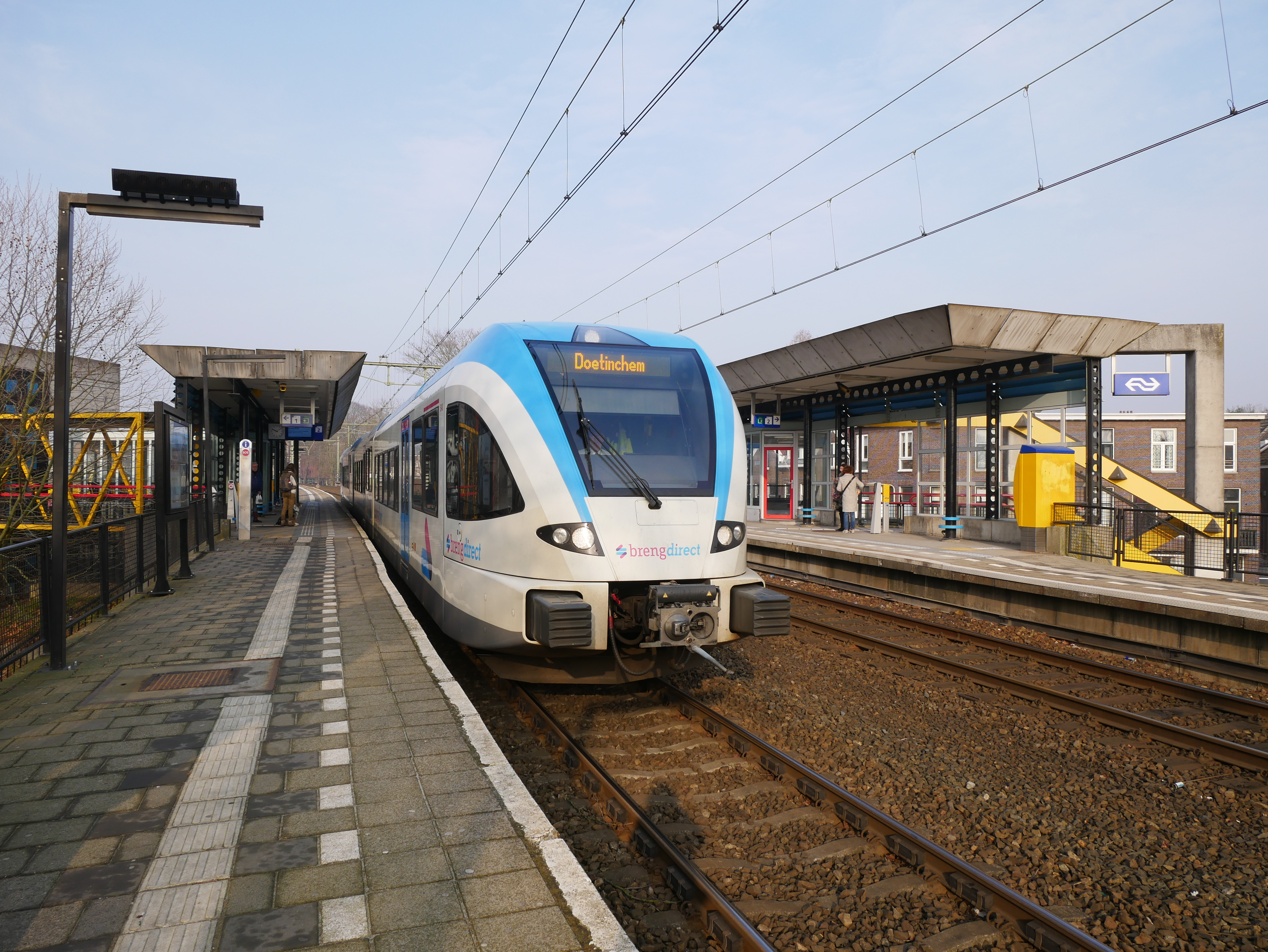
Breng GTW op station Arnhem Velperpoort.
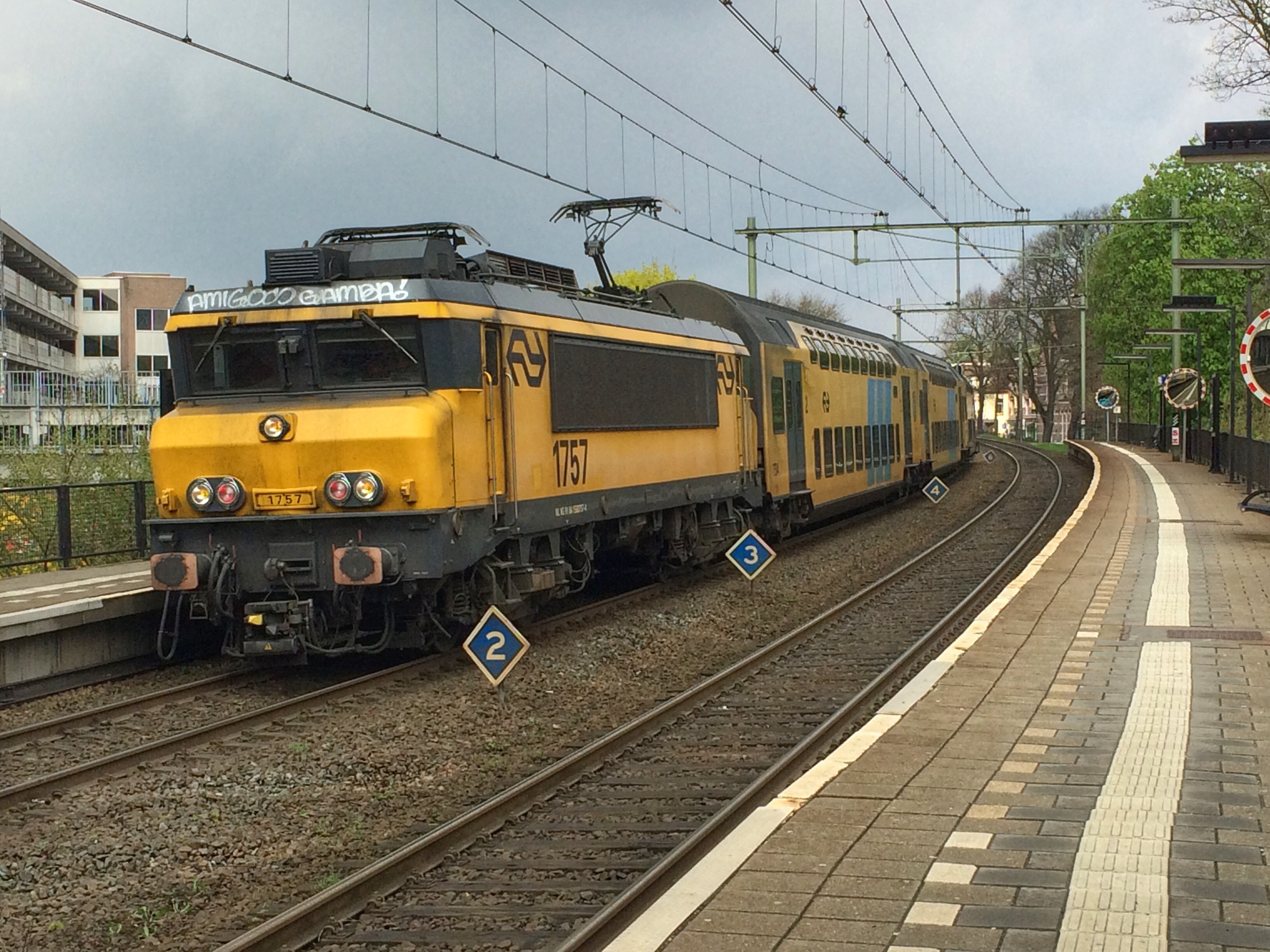
NS 1757 met DD-AR op station Arnhem Velperpoort onderweg naar Zutphen.

0: Amsterdam Centraal · 
1: Amsterdam Muiderpoort · 
2: Amsterdam Weesperpoort · 
3: Amsterdam Amstel · 
4: Duivendrecht · 
6: Amsterdam Arena (stadionhalte) ·
6: Amsterdam Bijlmer ArenA · 
9: Amsterdam Holendrecht ·
11: Abcoude · 
16: Vreeland · 
19: Nieuwersluis-Loenen · 
23: Breukelen · 
28: Maarssen · 
33: Utrecht Zuilen · 
35: Utrecht Centraal · 
37: Jeremiebrug · 
37: Utrecht Vaartsche Rijn · 
38: Houtenschepad · 
39: Meerveldscheweg · 
40: Vechten · 
42: Bunnik · 
47: Driebergen-Zeist · 
50: Driebergen-Austerlitz · 
53: Maarn (oud) · 
54: Maarn · 
57: Maarsbergen · 
62: Heuvelsche Steeg · 
68: Veenendaal-De Klomp · 
75: Ede-Wageningen · 
80: Buunderkamp · 
84: Wolfheze · 
88: Oosterbeek · 
92: Arnhem Centraal · 
93: Arnhem Velperpoort · 
96: Fort Westervoort · 
97: Oostzijde Brug · 
98: Westervoort · 
101: Duiven · 
105: Groessen · 
106: Zevenaar · 
111: Babberich · 
115: Elten
0,0: Arnhem Centraal ·
0,5: Arnhem Velperpoort ·
1,2: Arnhem Presikhaaf ·
1,3: Plattenburg ·
3,2: Café Unie ·
3,9: Hotel Naeff ·
4,2: Velp ·
7,0: Wordt-Rheden ·
8,0: Rheden ·
9,4: De Steeg ·
10,0: Hotel Den Engel ·
10,4: Diepesteeg ·
10,9: Holleweg ·
12,6: Ellecom ·
13,0: Villa Hofstetten ·
14,3: Dieren ·
16,2: Spankeren ·
18,4: Leuvenheim ·
20,3: Brummen ·
21,4: Weg naar Voorst ·
23,1: Het Vosje ·
24,4: Voorstonden ·
26,6: Hoven ·
27,5: Zutphen ·
28,0: Nieuwstad ·
30,2: Hungerink-Mettray ·
31,3: Eefde ·
35,3: Gorssel ·
36,2: Epse ·
40,0: Colmschate ·
40,9: Snippeling ·
43,5: Deventer ·
44,1: Boksbergerweg ·
45,6: De Platvoet ·
47,6: Rande ·
48,3: Diepenveen West ·
50,6: Puinweg ·
51,4: Hoenlo ·
53,1: Olst ·
55,5: Beltenweg ·
56,2: Duurschestraat ·
58,1: De Boerhaar ·
59,0: Bovendorp ·
59,6: Wijhe ·
62,8: Wijnvoorden ·
64,0: Herxen ·
65,5: Windesheim ·
68,0: Herculo ·
71,4: Ittersum ·
73,5: Zwolle ·
81,5: Berkum ·
88,0: Dedemsvaart ·
95,5: Staphorst ·
100,7: Meppel ·
106,3: Nijeveen ·
114,5: Steenwijk ·
120,0: Willemsoord ·
122,5: Peperga ·
127,0: Wolvega ·
134,6: Oudeschoot ·
134,6: Heerenveen IJsstadion ·
137,1: Heerenveen ·
143,7: Stobbegat ·
148,8: Akkrum ·
153,7: Grou-Jirnsum ·
158,1: Idaard-Roordahuizum ·
159,9: Wirdum ·
166,2: Leeuwarden
Huidige stations:
Aalten ·
Apeldoorn · 
-De Maten · 
-Osseveld ·
Arnhem:
-Centraal · 
-Presikhaaf · 
-Velperpoort · 
-Zuid ·
Barneveld:
-Centrum · 
-Noord ·
-Zuid ·
Beesd ·
Brummen ·
Culemborg ·
Didam ·
Dieren ·
Doetinchem · 
-De Huet · 
Duiven ·
Ede:
-Centrum ·
-Wageningen ·
Elst ·
Ermelo ·
Gaanderen · 
Geldermalsen ·
't Harde ·
Harderwijk ·
Hemmen-Dodewaard ·
Kesteren ·
Klarenbeek ·
Lichtenvoorde-Groenlo ·
Lochem ·
Lunteren ·
Nijkerk ·
Nijmegen · 
-Dukenburg · 
-Goffert · 
-Heyendaal · 
-Lent ·
Nunspeet · 
Oosterbeek ·
Opheusden ·
Putten ·
Rheden ·
Ruurlo ·
Terborg ·
Tiel · 
-Passewaaij ·
Twello · 
Varsseveld · 
Veenendaal-De Klomp · 
Velp · 
Voorst-Empe · 
Vorden · 
Wehl ·
Westervoort · 
Wezep · 
Wijchen ·
Winterswijk · 
-West · 
Wolfheze · 
Zaltbommel · 
Zetten-Andelst · 
Zevenaar · 
Zutphen
Voormalige stations: lijst van voormalige spoorwegstations in Gelderland